# Tremaine Stewart
Tremaine Stewart (Kingston, 5 gennaio 1988 – Spanish Town, 18 aprile 2021) è stato un calciatore giamaicano, di ruolo centrocampista.

## Biografia
È morto il 18 aprile 2021 dopo essere stato ricoverato per un malore occorsogli durante una partita che si svolgeva a Spanish Town.

## Carriera

### Club
Stewart ha vestito le maglie di August Town e Portmore Utd. Il 21 marzo 2012 è stato reso noto il suo trasferimento a titolo definitivo ai norvegesi dell'Aalesund. Ha debuttato nell'Eliteserien in data 25 marzo, subentrando a Fredrik Carlsen nel pareggio per 0-0 contro lo Stabæk. Il 16 maggio 2012, ha realizzato la prima rete nella massima divisione norvegese, nella sconfitta per 4-2 sul campo dell'Haugesund. Il 25 giugno 2014, ha rescisso consensualmente il contratto che lo legava al club: l'accordo era valido sino al termine della stagione in corso, ma il giocatore ha motivato la scelta con la volontà di tornare in Giamaica. Si è accordato allora con il Waterhouse.
Nel 2015 ha fatto ritorno in Europa per giocare con i finlandesi del RoPS. Ha esordito nella Veikkausliiga in data 10 settembre, sostituendo Will John nel pareggio a reti inviolate contro lo Jaro.

### Nazionale
Conta 8 presenze per la Giamaica, con una rete all'attivo.